# Wanchese
Wanchese és una concentració de població designada pel cens del Comtat de Dare a l'estat de Carolina del Nord (Estats Units d'Amèrica). Roanoke

## Demografia
Segons el cens del 2000, Wanchese tenia 1.527 habitants., 614 habitatges i 432 famílies. La densitat de població era de 125,7 habitants per km².
Dels 614 habitatges en un 32,7% hi vivien nens de menys de 18 anys, en un 57,8% hi vivien parelles casades, en un 9,8% dones solteres, i en un 29,5% no eren unitats familiars. En el 22,6% dels habitatges hi vivien persones soles el 7,5% de les quals corresponia a persones de 65 anys o més que vivien soles. El nombre mitjà de persones vivint en cada habitatge era de 2,49 i el nombre mitjà de persones que vivien en cada família era de 2,96.
Per edats la població es repartia de la següent manera: un 23,4% tenia menys de 18 anys, un 8% entre 18 i 24, un 32,4% entre 25 i 44, un 24,1% de 45 a 60 i un 12% 65 anys o més.
L'edat mediana era de 37 anys. Per cada 100 dones de 18 o més anys hi havia 98,8 homes.
La renda mediana per habitatge era de 39.250 $ i la renda mediana per família de 43.173 $. Els homes tenien una renda mediana de 28.958 $ mentre que les dones 21.591 $. La renda per capita de la població era de 17.492 $. Entorn del 5,1% de les famílies i el 8,1% de la població estaven per davall del llindar de pobresa.

## Poblacions properes
El següent diagrama mostra les poblacions més properes.